# Embaixada do Brasil em Kiev

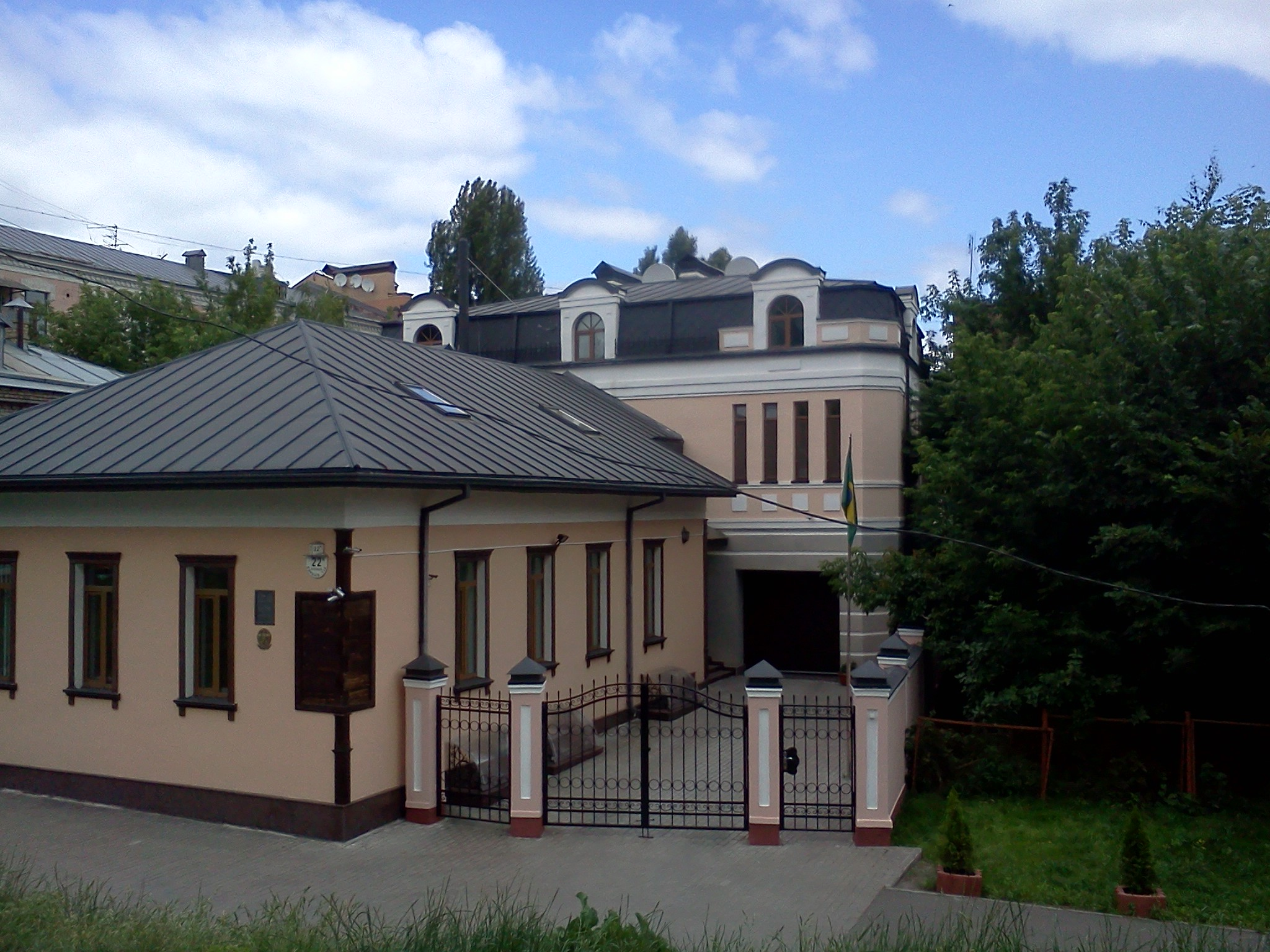
Antiga sede da embaixada, localizada na 22A Borychiv Tik Street

A Embaixada do Brasil em Quieve (em ucraniano:  Посольство Бразилії в Україні) é a missão diplomática brasileira na Ucrânia. A missão diplomática se encontra no endereço Andriivskyi Uzviz, 7-A, Podil, Kiev, Ucrânia.
Depois que a Ucrânia declarou a independência em 24 de agosto de 1991, o Brasil reconheceu a Ucrânia em 26 de dezembro de 1991. As relações diplomáticas foram estabelecidas entre os dois países em 11 de fevereiro de 1992. O primeiro embaixador residente na Ucrânia, Asdrúbal Pinto de Ulysséa, despachou provisoriamente a partir do Hotel Dnipro, na Avenida Khreschatyk.
A jurisdição da Embaixada do Brasil na Ucrânia também se estende, em conjunto, à República da Moldávia. Antes da mudança de local para a Andriyivskyi Uzviz, 7A, em agosto de 2018, a embaixada estava localizada na 22A Borychiv Tik Street, em Kiev.

## Lista de embaixadores
1. Sebastião do Rêgo Barros Netto (1991—1994)
2. Asdrubal Pinto de Ulysses (1995—1998)
3. Mário Augusto Santos (1998—2001)
4. Hélder Martins de Moraes (2001—2003)
5. Renato Luiz Rodrigues Marques (2003—2009)
6. Antônio Fernando Cruz de Mello (2009—2016)
7. Oswaldo Biato Júnior (2016—2020)[3]
8. Norton de Andrade Mello Rapesta (2020 —)[4]